# Leone Carmana
Leone Carmana (Villa Minozzo, 11 novembre 1894 – Reggio Emilia, 10 febbraio 1926) è stato un militare italiano, insignito della medaglia d'oro al valor militare.

## Biografia
Nativo della frazione di Gazzano dai contadini Giovanni ed Emilia Masini, nel 1915 fu richiamato alle armi ed inquadrato nel 7º Reggimento fanteria "Cuneo". Dopo un primo periodo passato in prima linea presso il passo del Tonale, nel febbraio 1916 fu inviato con la sua unità presso il monte Podgora, sul fronte isontino. Ferito due volte, nel maggio passò all'Arma dei Carabinieri, assegnato dapprima come ausiliario e poi come effettivo alla Legione di Genova, fu destinato alla Compagnia all'Arsenale della Spezia. Il 4 giugno 1920 si trovò a respingere un assalto alla polveriera di Vallegrande messo in atto da alcune decine di anarchici, capitanati da Dante Carnesecchi e Renzo Novatore (in seguito venne arrestato anche Pasquale Binazzi) durante il periodo di forti tensioni sociali noto come biennio rosso. Dopoché gli assalitori ebbero disarmato i marinai di guardia, egli decise di farsi chiudere al di fuori della polveriera e di fronteggiarli da solo, pur essendo conscio del fatto che così facendo non avrebbe potuto rifugiarsi all'interno della struttura. Seppur ferito, riuscì a respingere con successo l'assalto e ad evitare che l'esplosivo custodito nella polveriera venisse trafugato. Per questo atto fu insignito della Medaglia d'Oro al Valor Militare. Congedatosi dall'Arma nel 1923 tornò nella sua terra natale a lavorare la terra, sposandosi e divenendo padre di due figlie. Morì all'età di 31 anni per una malattia incurabile tre anni dopo presso l'ospedale di Reggio Emilia. Riposa presso il cimitero monumentale della città emiliana.

## Riconoscimenti
La caserma del Comando Provinciale dei Carabinieri di Reggio nell'Emilia è intitolata alla memoria di Leone Carmana. La piazzetta del borgo natale del carabiniere è stata a lui dedicata.
Al Carmana venne anche intitolato il 235º corso allievi carabinieri ausiliari (2000)